# Гіберелова кислота

Номенклатура IUPAC: (3S,3aS,4S,4aS,7S,9aR,9bR,12S)-7,12-дигідрокси-3-метил-6-метилен-2-оксопергідро-4a,7-метано-9b,3-пропеноазулено[1, 2-b]фуран-4-карбонова кислота

Гіберелова кислота (англ. Gibberellic acid, gibberellin A3, GA або GA3), – фітогормон класу гіберелінів, тетрациклічна дитерпеноїдна сполука. Це простий гіберелін, що сприяє росту та подовженню клітин, стимулює швидкий ріст стебла та коренів, викликає мітотичний поділ клітин у листках рослин і підвищує швидкість проростання насіння. Хімічна формула сполуки C19H22O6. Після очищення це тверда речовина від білого до блідо-жовтого кольору. 

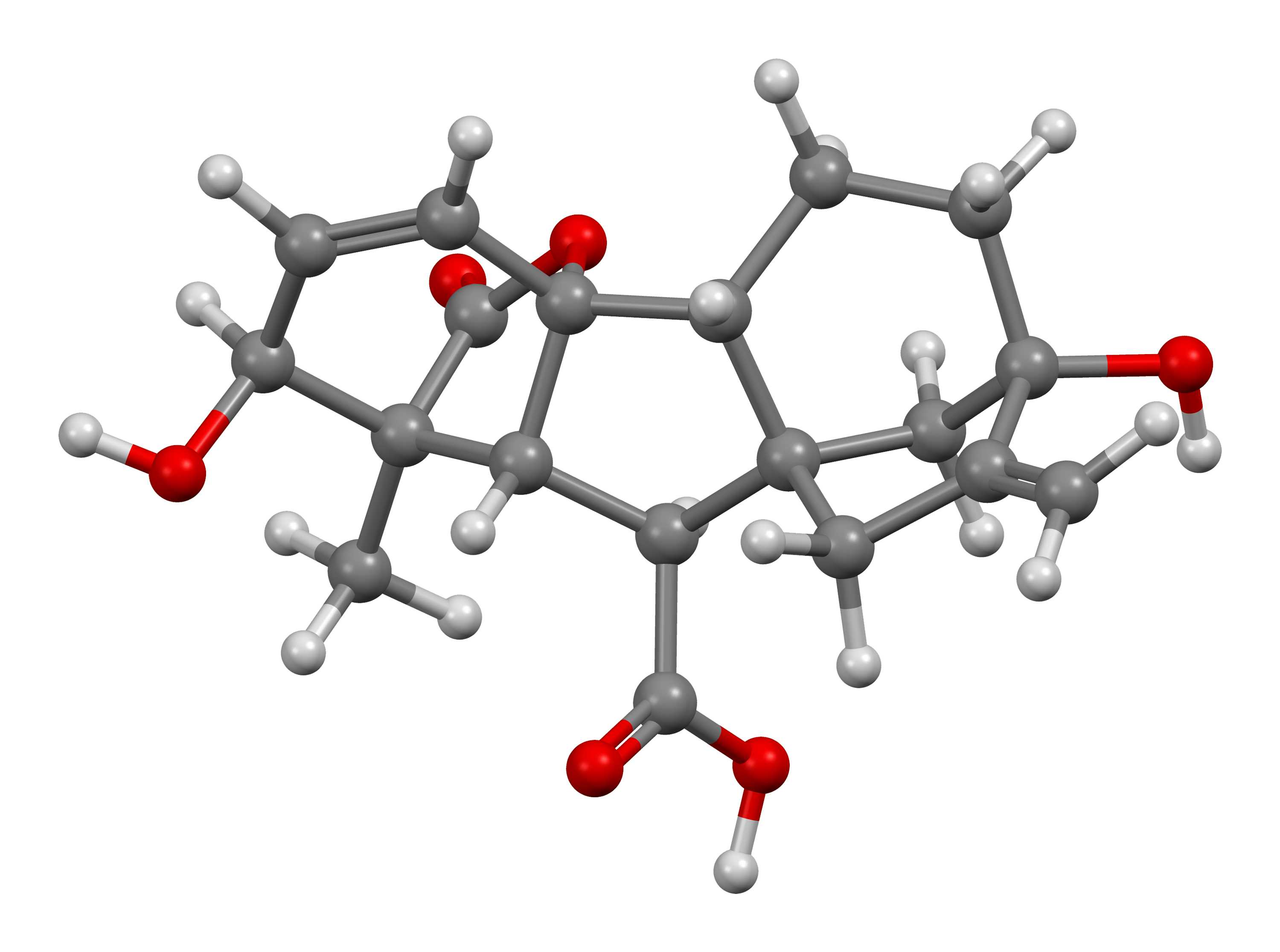
Структура гіберелової кислоти

Гіберелова кислота (ГА) вперше була ідентифікована в Японії в 1926 році як побічний продукт метаболізму збудника рослин Gibberella fujikuroi (звідки походить назва), який вражає рослини рису. У рослин, заражених фудзікурой, розвивається бакана ("нерозумна розсада"), що змушує їх аномально швидко подовжуватися, через що рослини не здатні рости вгору та гинуть. 

## Функції
Гіберелова кислота індукує подовження стебла, розвиток меристематичної тканини та диференціацію квіткових органів, а також сприяє переходу від меристеми до росту пагонів, переходу від вегетативної стадії до цвітіння, статевому дозріванню рослин та розвитку зерна разом із взаємодією різних факторів навколишнього середовища (світла, температури та води). 
Проростання насіння – це складний процес, який контролюється як фізичними, так і внутрішніми регулюючими факторами. ГА відіграє дуже важливу роль у контролі та сприянні проростанню зернових та інших видів культур. ГА стимулює клітини проростаючого насіння виробляти мРНК, які кодують гідролітичні ферменти. Ферменти далі розщеплюють запасний крохмаль ендосперму до простих цукрів, які використовуються для росту зародка. Підтверджено, що мутанти гену гебірелової кислоти не в змозі  прорости за відсутності додавання екзогенного гормону. Однак було продемонстровано, що додавання гормону у концентраціях від 0,01 до 10 мг/л опосередковує регуляцію проростання насіння. Гіберолева кислота також відіграє важливу роль у подовженні стебла та міжвузля, а також стимулює поділ і подовження клітин у відповідь на світло або темряву. Окрім цього, гормон здатен індукувати цвітіння у деяких дворічних видів і пригнічувати цвітіння деяких багаторічних рослин. 

## Механізм дії
Основним місцем синтезу біологічно активної гіберелової кислоти є тичинки. Наразі вченим не вдалося виявити точний сигнальний шлях гіберелової кислоти. Однак відомо, що тичинка є основним місцем синтезу біологічно активної ГА. ГА20-оксидаза і ГА3-оксидаза є ключовими регуляторами біосинтезу та активації ГА в тичинці. Переміщення біоактивного ГА на короткі відстані від тичинки до інших органів є необхідною ланкою для розвитку квітки. Досі залишається загадкою зрозуміти сигнальний шлях і механізм дії гіберелінової кислоти у зростанні рослин, розвитку квіток, вираженні статі, розвитку та проростання насіння. 

## Застосування
Промислово виробництво гормону можливе з використанням мікроорганізмів . Класичний ефект дії гіберелової кислоти пов'язаний з виходом насіння злакових із стану спокою. Насіння поміщають у воду, після чого зародок починає синтезувати гібереліни, які стимулюють утворення гідролітичних ферментів. Важливе значення гіберелової кислоти у процесі яровизації та цвітіння. Центром сприйняття яровизаційного впливу в рослині може бути точка росту або будь-яка зона, в якій відбувається поділ клітин. Яровизація проявляється у прискоренні початку періоду плодоношення (цвітіння). У ході яровизації підвищується рівень гіберелінів (включаючи гіберелову кислоту), що дозволяє холодову обробку замінити обробкою неярозованих рослин гіберелінами. Екзогенно введений гіберелін у багатьох дворічних рослин виключає потребу в яровизації і викликає їх цвітіння. 
ГА також широко використовується у виноградарстві як гормон, що стимулює появі більшого грона винограду, особливо під час вирощування винограду Томпсона. У долинах Оканаган і Крестон гормон часто використовується як регулятор росту вишневої промисловості. Під час вирощування апельсинів Clementine mandarin, нанесений безпосередньо на квіти у вигляді спрею, він дає змогу клементинам отримувати повний урожай плодів без насіння. ГА широко використовується в ячмінному пивоварстві. Розчин ГА наносять на ячмінь після завершення процесу замочування. Це забезпечує рівномірний і швидкий ріст.